# Hàng không năm 1910

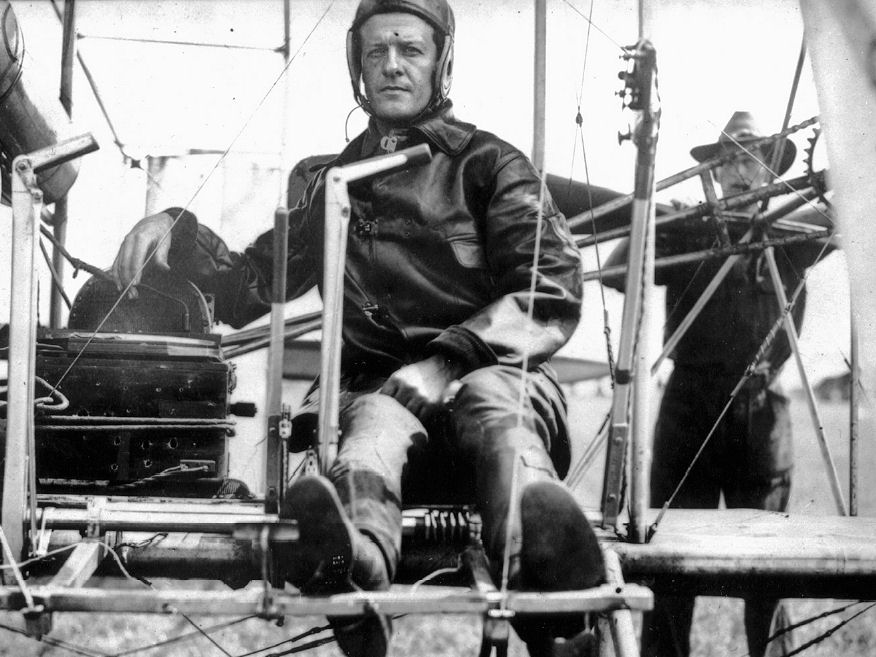
Hàng không năm 1910

Đây là danh sách các sự kiện hàng không nổi bật xảy ra trong năm 1910:

## Sự kiện
- Chuyến bay đêm đầu tiên.
- Cuộc đua giữa máy bay và xe hơi, và chiến thắng đã thuộc về xe hơi.
- Hugo Junkers đã đăng ký bằng sáng chế cho loại cánh dày/mọi loại cánh của máy bay.

### Tháng 1
- Cuộc đua máy bay quốc tế đầu tiên ở Mỹ. Diễn ra ở Los Angeles.
- 7 tháng 1 - Một người đàn ông Pháp tên là Hubert Latham đã trở thành phi công đầu tiên bay lên độ cao 1000 mét.

### Tháng 3
- 8 tháng 3 - Raymonde de Laroche trở thành người phụ nữ đầu tiên trên thế giới được nhận giấy chứng nhận phi công.
- 10 tháng 3 - Emil Aubrun thực hiện chuyến bay đêm đầu tiên, trên một chiếc Blériot Type IX tại Villalugano, Argentina.
- 13 tháng 3 - Paul Engelhard thực hiện chuyến bay đầu tiên ở Thụy Sĩ, trên một chiếc máy bay 2 tầng cánh của Công ty Wright từ một hồ đóng bằng ở St Moritz.
- 14 tháng 3 - Louis Paulhan bay 146 km trên một tuyến đường thẳng từ Orleans đến Trois.
- 28 tháng 3 - Henri Fabre thực hiện chuyến bay đầu tiên trên một chiếc thủy phi cơ tại Matigues, Pháp

### Tháng 4
- Không quân Pháp được thành lập với 5 chiếc máy bay.

### Tháng 6
- 2 tháng 6 - Charles Rolls thực hiện thành công chuyến bay đầu tiên bay trở lại từ Kênh Anh
- 17 tháng 6 - Kỹ sư người Romania và nhà sáng chế Aurel Vlaicu bay trên chiếc máy bay đầu tiên của ánh ta, chiếc Vlaicu I

### Tháng 7
- 9 tháng 7 - Frenchman Léon Morane lập một kỷ lục vận tốc là 106 km/h.
- 12 tháng 7 - Charles Rolls chết trong một tai nạn ở Bournemouth, đây là phi công Anh đầu tiên tử nạn.

### Tháng 8
- Hội nghị hàng không Quốc tế đầu tiên được diễn ra tại Reims ở Pháp.
- 27 tháng 8 - Frederick Baldwin và John McCurdy, dùng một chiếc máy bay 2 tấng cánh có tên gọi Curtiss JN-4, lần đầu tiên đã gửi tín hiệu radio xuống mặt đất.

### Tháng 9
- 6 tháng 9 - Blanche Stuart Scott là người phụ nữ thực hiện chuyến bay một mình đầu tiên ở Hoa Kỳ, sau đó được công nhận bởi tổ chức Những con chim đầu tiên của hàng không.
- 16 tháng 9 -  Bessica Raiche thực hiện chuyến bay đầu tiên do một người phụ nữ lái ở Mỹ được công nhận bởi Hiệp hội hàng không Hoa Kỳ.
- 23 tháng 9 - Geo Chavez người Peru, đã bay trên chiếc máy bay 1 lớp cánh Blériot qua núi Alps từ Brig (Thụy Sĩ) đến Domodossola (Italy) đạt đến độ cao 2200 mét, nhưng anh ta đã chết trong một tai nạn hạ cánh.

### Tháng 10
- Nhà sáng chế người România là Henri Coandă (1886-1972), chế tạo mẫu thử nghiệm vòi phun nhiệt, có tên là Coandă-1910; ông ta trưng bay nó tại Triển lãm hàng không quốc tế ở Paris, và thử nghiệm nó ở sân bay tại Issy-les-Moulineaux.
- 2 tháng 10 - Tai nạn do va chạm trên không đầu tiên gần Milan. Cả hai phi công vẫn sống sót, những một người bị thương nặng.
- 14 tháng 10 - Chuyến bay đầu tiên qua Na Uy bởi Carl Cederström.

### Tháng 11
- 14 tháng 11 - Eugene Ely cất cánh từ một nền tạm được dựng qua mũi tàu tuần dương hạng nhẹ USS Birmingham, một chuyến bay đầu tiên cất cánh từ một con tàu.

### Tháng 12
- 16 tháng 12 - Máy bay của Henri Coandă là máy bay phản lực đầu tiên, khi nó đang thử nghiệm động cơ thì bất ngờ bay lên.
- 21 tháng 12 - Hélène Dutrieu trở thành người chiến thắng đầu tiên của Coupe Femina (Cúp Femina) khi bay không dừng 167 kilomet trong 2 giờ 35 phút.
- 23 tháng 12 - Đại úy Theodore Ellyson thuộc Hải quân Hoa Kỳ được chỉ định bay huấn luyện với công ty Curtiss, đã làm anh ta trở thành phi công hải quân đầu tiên.

## Chuyến bay đầu tiên
- 29 tháng 7 - Bristol Boxkite